# Of Mice and Men
Pour le titre original du roman, voir Des souris et des hommes.
Of Mice & Men est un groupe américain de metalcore originaire du comté d'Orange, en Californie. Il est fondé par Austin Carlile et Jaxin Hall durant le courant de l'année 2009 après le départ d'Austin Carlile du groupe Attack Attack!. Le nom du groupe fait référence à l'œuvre de John Steinbeck du même nom.

## Biographie

### Formation et premier album (2009–2010)
Après son expulsion du groupe de metalcore Attack Attack! dont il était un des fondateurs, Austin Carlile décida avec le bassiste Jaxin Hall de former un nouveau groupe. Ils enregistrèrent tout d'abord une démo de la chanson Seven Thousand Miles for What ? avec le groupe Though She Wrote à Columbus, dans l'Ohio. Ils cherchent alors d'autres membres pour solidifier leur formation pendant à peu près un mois. Ils rencontrent Valentino Aerteaga, batteur de Lower Definition, Jon Kitz de Odd Project, et Phil Manansala,  alors guitariste live de A Static Lullaby. Carlile et Hall emménagent au Sud de la Californie pour se joindre aux trois autres. Quelque temps plus tard, Kintz est remplacé par Shayley Bourget. Après avoir amassé plus d'un million de lecture sur le Myspace du groupe en seulement deux mois, le groupe sorti une reprise de la chanson Poker Face de Lady Gaga, avec l'aide de Tom Denney, ancien membre de A Day to Remember. Une démo est alors envoyé au label Rise Records. Reconnu comme le nouveau projet musical d'Austin Carlile, Of Mice and Men signe avec Rise Records. Le groupe commence alors à enregistrer avec Joey Sturgis leur premier album, homonyme, à partir du 14 juillet 2009, a Connersville, dans l'Indiana.
Le 6 décembre 2009, ils tournent deux clips vidéo à Ventura, en Californie, pour les titres Those in Glass Houses et Second and Sebring. Leur premier album est publié le 9 mars 2010. La date initiale, cependant, était programmée pour le 23 février la même année mais un mois avant sa publication officielle, l'album est mis illégalement en ligne le 10 février 2010 par des fans. Le clip vidéo de Second and Sebring est posté sur le site Hot Topic et est diffusé pour la première dans l'émission Headbangers Ball le 15 mars 2010.
Le groupe se joint au Squash The Beef Tour jouant aux côtés de Dance Gavin Dance, Emarosa, Tides of Man, et Of Machines. Également en 2009, Of Mice and Men joue lors du Atticus Tour avec Finch, Blessthefall, Drop Dead, Gorgeous, Vanna, et Let's Get It.

### Départ de Carlile et Hall (2010–2011)

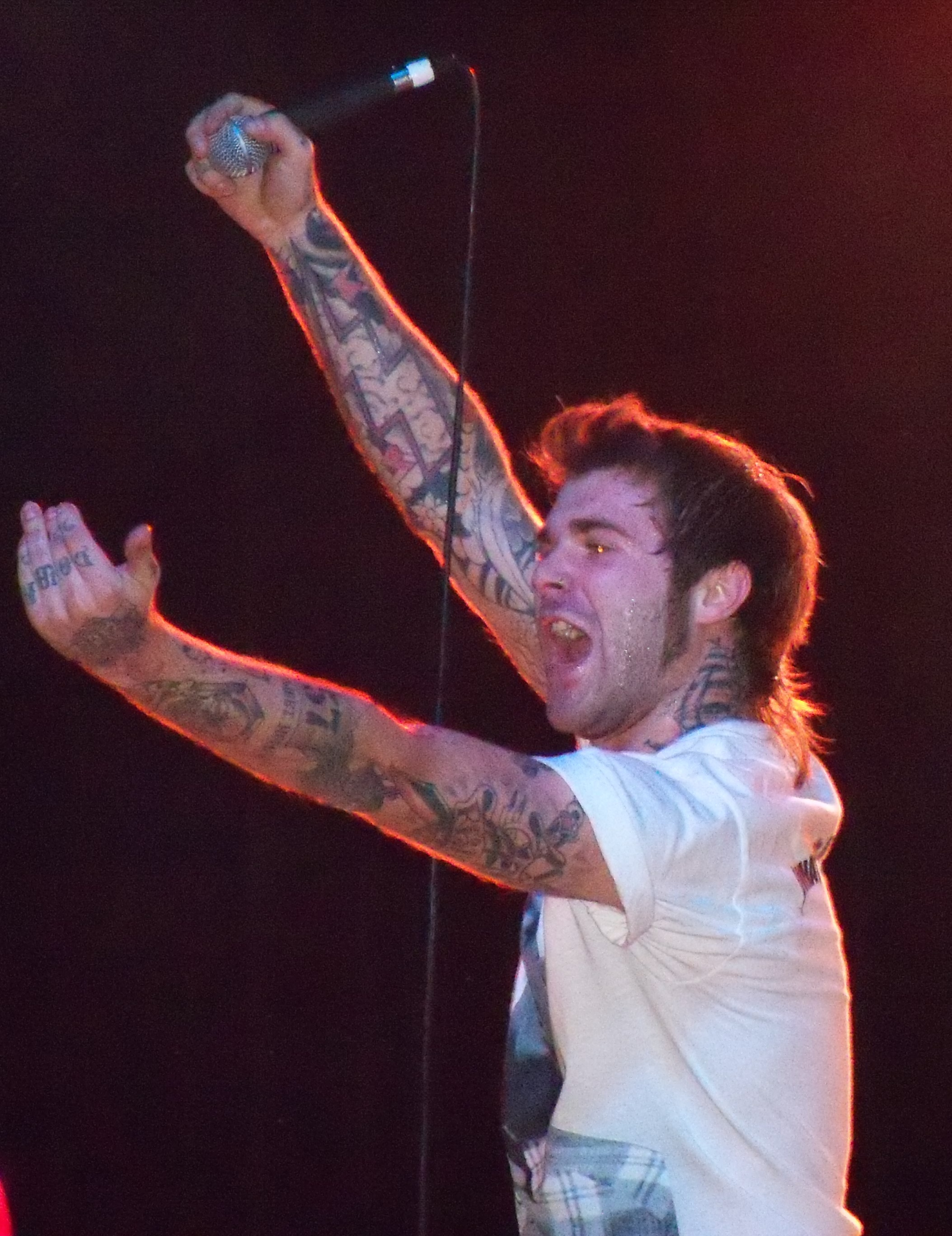
Jerry Roush, au sein de Of Mice and Men.

Faisant d'abord partie de la formation Sky Eats Airplane, Jerry Roush a d'abord un rôle de substitution et de remplacement pour le groupe durant The Emptiness Tour organisé en 2010, aux côtés de Alesana, A Skylit Drive, The World Alive et We Came as Romans. Hospitalisé pour des problèmes de cœur dus à sa maladie, le syndrome de Marfan, et forcé par son docteur, Austin ne peut participer à cette tournée. Il entre aussi en conflit avec les autres membres du groupe. Après discussion, le groupe et Carlile décident de se séparer, et le groupe demande alors à Jerry Roush de devenir le leader de la formation. Le groupe est présenté sur la couverture de la 19e édition du magazine Substream Music Press après cette décision
Après The Emptiness Tour, le groupe participe à la tournée organisé par Attack Attack! , This is a Family Tour, avec Pierce the Veil, In Fear and Faith et Emmure.
Quelques mois après l'arrivée de Jerry Roush à la tête du groupe, Jaxin Hall quitte le groupe le 23 août 2010. Il justifie son départ par une envie de se concentrer davantage sur sa vie personnelle et sa marque de vêtement, Love Before Glory. Dany Poppin de A Static Lullaby, devient alors le bassiste du groupe après le départ de Hall. Le groupe participe aux compilations Punk Goes..., et plus précisément au Punk Goes Pop 3 où ils font une reprise de Blame It de Jamie Foxx. Le groupe participe ensuite au Warped Tour 2010, et entreprend une tournée avec August Burns Red et Blessthefall.

### Retour d'Austin etThe Flood(2011–2012)

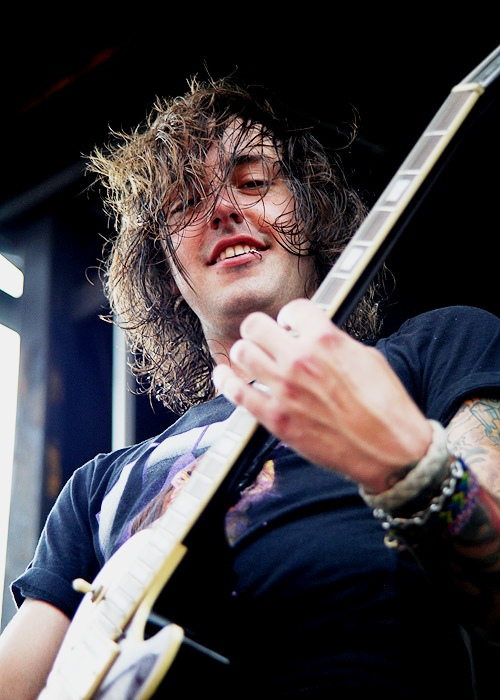
Shayley Bourget.

Jerry Roush fut à la tête d'Of Mice and Men durant approximativement neuf mois, cependant le groupe décide de remplacer Jerry Roush par le membre fondateur du groupe, Austin Carlile au début de l'année 2011. Roush poste une réponse développée sur les réseaux sociaux quant au fait qu'il est viré du groupe. Carlile avait déjà l'intention de lancer un nouveau projet musical avec le musicien Alan Ashby. Cependant, il retourne avec Of Mice and Men, et inclut Alan Ashby au groupe. Mais le groupe avait encore besoin d'un bassiste, et Dane Poppin qui faisait aussi partie de A Static Lullaby permet un travail de remplacement pendant qu'Of Mice and Men cherchait un nouveau bassiste. Cependant, il doit retourner dans son ancien groupe. Le groupe décide donc de placer Shayley Bourget à la basse tout en assurant les chants clairs.
Le groupe commence l'enregistrement de leur second album, The Flood, pendant le mois de janvier 2011, et sort l'album au cours du mois de juin de la même année : Le groupe débute directement à la vingt-huitième place du Billboard 200 avec 13 000 exemplaires vendus pendant la première semaine. Il s'agit sûrement de l'album sur le label Rise Records qui connut le plus de succès la semaine de sa sortie. Il s'agit aussi du dernier album où l'on peut entendre Shayley Bourget aux chants clairs. Cet album marque aussi un son plus lourd, une approche plus technique, et une utilisation plus soutenue des chants clairs par Shayley. La totalité des ventes aux États-Unis représente approximativement 139 000 exemplaires[réf. nécessaire]. Peu après la sortie de The Flood, le groupe participe à la tournée annuel Artery Across The Nation avec les groupes Woe, Is Me, I Set My Friends On Fire, The Amity Affliction, et Sleeping with Sirens. La formation participe aussi à des tournées en Europe et en Australie avec The Amity Affliction, I Killed the Prom Queen et Deez Nuts. Ils participent aussi à une courte tournée avec le groupe Asking Alexandria et While She Sleeps. Le groupe participe également au Vans Warped Tour 2011, où Jaxin Hall fait une apparition en Californie à leur performance du titre Second and Sebring. Du 13 septembre au 14 octobre, Of Mice and Men participe au Im Alive Tour avec We Came as Romans, Miss May I, Texas In July et Close to Home. Le 13 mai 2011, Of Mice and Men publie un nouveau single intitulé Still YDG'N. Le 24 mai, ils en font paraître un second, intitulé Purified. Purified est inclus dans la compilation annuelle de 2011 du Warped Tour.
En 2012, le groupe annonce son retour en studio pour travailler sur leur troisième album. Cependant, le 9 février marque le départ de Shayley Bourget de la formation. Il réalise une vidéo qu'il publiera sur YouTube pour expliquer les différentes raisons de son départ. En outre, il souffrait de dépression et d'une forte addiction à l'alcool, et de différents problème plus personnel. Il « sentait qu'il amenait les autres membres du groupe vers le bas[réf. nécessaire]. » Il précise clairement qu'il ne reviendrai pas dans le groupe. Il continue alors son projet musical avec son groupe Dayshell. Le groupe annonce sur Facebook qu'Austin assurerait toutes les parties vocales du troisième album. L'album The Flood est réédité sous une forme deluxe, et publié le 24 juillet 2012. Elle contient deux CD et quatre nouvelles pistes. Durant le Vans Warped Tour 2012, Aaron Pauley de Jamie's Elsewhere assure aux chants clairs et à la basse. Pauley précise ensuite ne plus faire partie de son ancien groupe, et qu'il ne l'a pas quitté en mauvais terme[réf. nécessaire].

### Restoring Force(2012–2015)
Le 4 décembre 2012, le groupe révèle sur Facebook l'écriture d'un nouvel album. Le groupe entre en studio en juin 2013 afin de démarrer la préproduction de l'album aux côtés du producteur David Bendeth. Le 1er octobre 2013, l'avènement de leur nouvel album est annoncé, après tout un été passé dans le New Jersey pour son enregistrement.
Le 17 octobre 2013, Alternative Press fait paraître le premier clip vidéo et annonce la fin de l'enregistre de leur album ;  « Pendant ces derniers mois, on est resté en studio à écrire et enregistrer notre troisième album avec le producteur David Bendeth. On est heureux d'annoncer après du temps intensément passé ensemble, que l'album est enfin terminé et on est impatients de vous le faire écouter ! »
Le 27 novembre 2013, ils annoncent le titre officiel de l'album, Restoring Force, qu'ils publieront le 24 janvier 2014 en Europe et en Australie, le 27 janvier au Japon et au Royaume-Uni et le 28 janvier aux États-Unis. Ils annoncent également des dates de tournées au Royaume-Uni pour avril 2014 avec Issues et Beartooth.
Le 1er décembre 2013, ils publient leur premier single de Restoring Force, intitulé You're Not Alone, leur première chanson enregistrée aux côtés du nouveau bassiste et chanteur Aaron Pauley. Le groupe joue avec Bring Me the Horizon et Issues lors du American Dream Tour en Amérique, entre début février et fin mars 2014. 
Un clip vidéo de Would You Still Be There est publié le 15 mai 2014. Du 23 mai à début juin, Of Mice and Men joue avec le groupe d'easycore A Day to Remember en Amérique latine. En juillet, le groupe est annoncé pour jouer aux côtés de Linkin Park dans une tournée européenne en novembre. Le 8 octobre 2014, le groupe publie des photos avec David Bendeth sur Twitter. Le 23 octobre 2014, ils publient un clip vidéo du titre Feels Like Forever. Le 16 décembre 2014, une version deluxe de Restoring Force est annoncée et intitulée Restoring Force: Full Circle, incluant trois nouvelles chansons et une version acoustique de Feels Like Forever, prévue pour le 24 février 2015.
Le 4 février 2015, le groupe publie son nouveau single Broken Generation accompagné d'un clip vidéo.

### Cold World(2016)
Le 27 mai 2016, le groupe publie son premier album live, Live at Brixton. Le 27 juin 2016, le groupe annonce son quatrième album studio, Cold World, qui sera publié le 9 septembre 2016 au label Rise Records. Le même jour, ils publient le premier single, Pain, accompagné de son clip. Le 30 décembre 2016, Austin Carlile poste sur Instagram qu'il quitte le groupe à cause d'ennuis de santé, et emménage au Costa Rica.

### Defy(depuis 2017)
Le 17 février 2017, il est révélé que le départ de Carlile serait lié au fait qu'il ne pouvait écrire ce qu'il voulait sur le prochain album du groupe. Le 10 novembre 2017, le groupe sort un troisième single avec Pauley au chant, intitulé Warzone. Avec la sortie de Warzone, le groupe annonce son premier album entièrement écrit avec Pauley au chant. Des semaines plus tard, le groupe publie le morceau-titre, Defy, le 27 novembre 2017. 
L'album intitulé Defy est publié à la fin 2017 aux États-Unis, et le 19 janvier 2018 à l’international. Le cinquième single, une reprise du morceau Money de Pink Floyd, est publié à l'international le 11 janvier 2018.

### Earthandsky, nouveau label et l'EPTimeless(depuis 2018)
Le 10 octobre 2018, Aaron Pauley annonce que le groupe travail sur leur nouvel album qui sera produit par Josh Wilbur. Le 14 février 2019, le groupe sort le titre How to Survive. Le 3 mai, c'est le titre Mushroom Cloud qui est dévoilé. Le 26 juin, les DJ Kayzo et Yultron collaborent avec le groupe sur le titre Night Terror. Un mois plus tard, le titre de l'album est dévoilé, Earthandsky, qui sera prévu pour le 27 septembre 2019. Le titre du même nom que l'album sort également ce jour-là. Le 5 septembre, un quatrième single, Taste of Regret, sort. 
Le 13 janvier 2021, le groupe annonce qu'il change de label, il quitte Rise Records pour SharpTone Records. Le même jour, le titre Obsolete est dévoilé ainsi que l'annonce d'un EP, Timeless, pour le 26 février 2021.

## Membres

### Membres actuels
- Phil Manansala — guitare solo (depuis 2009)
- Valentino Arteaga — batterie (depuis 2009)
- Alan Ashby — guitare rythmique (depuis 2011)
- Aaron Pauley — basse (depuis 2012), chant principal (depuis 2016), chant clair (2012-2016)

### Anciens membres
- Jon Kintz — guitare rythmique, chant clair (2009)
- Jaxin Hall — basse (2009–2010)
- Jerry Roush — chant grave (2010–2011)
- Shayley Bourget — chant clair (2009–2012), basse (2011–2012), guitare rythmique (2009–2011)
- Austin Carlile — chant grave (2009–2010, 2011–2016)

## Discographie
Albums
- 2010 : Of Mice & Men
- 2011 : The Flood
- 2014 : Restoring Force
- 2016 : Cold World
- 2017 : Defy
- 2019 : Earthandsky
- 2021 : Echo
- 2023 : Tether